# Hold That Tiger
Hold That Tiger je živé album americké rockové kapely Sonic Youth, které bylo vydáno roku 1991 na vinylové desce a jeho remasterovaná verze na CD roku 1996. Je to záznam z koncertu v Chicagu ze 14. října 1987. Většina skladeb je z alba Sister.

## Seznam skladeb
| Pořadí         | Název                   | Délka |
| -------------- | ----------------------- | ----- |
| 1.             | Intro                   | 00:43 |
| 2.             | Schizophrenia           | 04:31 |
| 3.             | Tom Violence            | 02:44 |
| 4.             | White Cross             | 02:58 |
| 5.             | Kotton Krown            | 04:05 |
| 6.             | Stereo Sanctity         | 03:28 |
| 7.             | Brother James           | 03:22 |
| 8.             | Pipeline/Kill Time      | 04:04 |
| 9.             | Catholic Block          | 03:55 |
| 10.            | Tuff Gnarl              | 03:27 |
| 11.            | Death Valley '69        | 4:50  |
| 12.            | Beauty Lies In The Eye  | 02:40 |
| 13.            | Expressway To Yr. Skull | 04:33 |
| 14.            | Pacific Coast Highway   | 05:00 |
| Celková délka: | Celková délka:          | 50:20 |

Ramones coverveze:
| Pořadí         | Název                                | Délka |
| -------------- | ------------------------------------ | ----- |
| 1.             | Loudmouth                            | 02:02 |
| 2.             | I Don't Want To Walk Around With You | 01:34 |
| 3.             | Today Yr. Love, Tomorrow The World   | 02:01 |
| 4.             | Beat On The Brat                     | 02:41 |
| Celková délka: | Celková délka:                       | 8:18  |